# Damjan Rudež
Damjan Rudež (Zagreb, 17. lipnja 1986.) bivši je hrvatski profesionalni košarkaš. Igrao je na poziciji krila.
Godine 2021. objavio je namjeru da se povuče iz košarke, ali želio je ostati u svijetu profesionalnoga športa.

## Igrački početci
Rođen je 17. lipnja 1986. u zagrebačkom naselju Peščenica u obitelji roditelja profesora hrvatskog jezika i filozofije.  Prve poduke iz košarke dobio je od sedam godina starijeg brata Ivana, nadarenog igrača koji je nakon ozljede koljena u 17. godini odustao od igračke karijere i posvetio se trenerskom zvanju. Košarkaške početke ostvario je u Maksimiru, nakon čega je prešao u svoj prvi profesionalni klub, Zrinjevac te sa 16 godina debitirao za prvu momčad.
Kao kadet prozvan je najvećom hrvatskom nadom na mjestu krilnog igrača.
Njegovo ime spominjalo se u NBA krugovima, a tek nakon što je postao punoljetan iznenadio je košarkašku javnost potpisivanjem ugovora u Belgiji s Ostendeom. Razlog je bio ponuđeni sedmogodišnji ugovor sa Zrinjevcom koji nije želio prihvatiti. Velika potpora na stranom parketu bio mu je suigrač Mirza Teletović.
Godine 2006. vraća se u Hrvatsku i potpisuje za Split, gdje ostvaruje svoj igrački procvat. Tijekom druge sezone igranja u Splitu, u ABA ligi je ostvarivao 15,6 poena po utakmici, zbog čega ga Jasmin Repeša uvrštava na uži momčadski popis za Olimpijske igre u Pekingu. Nakon što su mu Dallas Mavericksi u posljednji trenutak prije Drafta otkazali ponudu, potpisuje jednogodišnji ugovor s ljubljanskom Olimpijom. Iako je trebao nastupati u Euroligi, nakon promjene 25 igrača, dva trenera i nekoliko uprava kluba, iza njega ostaje loša sezona. Unatoč tome, dobio je ponudu za ljetnu ligu od Dallas Mavericksa, ali mu se ispriječio postojeći ugovor. Propale su i ponude iz Španjolske.

## Procvat u Cedeviti
Svojim drugim povratkom u Hrvatsku potpisuje za Cedevitu pod vodstvom trenera Piksija Subotića, istoga trenera koji ga je trenirao u Splitu. Poboljšavao se u igri i rastao da bi sljedeće sezone uz Dontaya Drapera bio vodeći igrač Cedevite. Tako je na Zagrebačkom derbiju u travnju 2010. donio pobjedu Cedeviti s 26 poena i 6 trica i prekinuo niz poraza u gostovanjima. Svoju dotad najbolju utakmicu u karijeri odigrao je u 3. kolu drugog kruga Eurokupa kada je protiv španjolske Gran Canarije ubacio 35 poena i sedam trica te donio Cedeviti prvu pobjedu u toj fazi natjecanja. Na uzvratu u Španjolskoj zajedno s Braceyjem Wrightom ubacio po 23 koša i 5 trica od sveukupno 18 koliko su ubacili njegovi suigrači u pobjedi koja je donijela četvrtzavršnicu Europkupa. Na jednak način vodio je Cedevitu u pobjede protiv Estudiantesa do trećeg mjesta u Eurokupu, najvećeg uspjeha hrvatske klupske košarke tih godina.
Zbog odlične igre u Eurokupu, dobio je nekoliko ponuda iz Španjolske, ali je na kraju potpisao za Cibonu, koju je tada vodio izbornik reprezentacije Jasmin Repeša. Pod njegovom je paskom postao standardni igrač reprezentacije i igrački sazrio. Unatoč tome, bio je podcjenjivan, zbog čega je nakon jedne sezone raskinuo ugovor.

## NBA Karijera
Rudež se 2008. prijavio na NBA draft, ali ga momčadi iz NBA nisu izabrale. Međutim ipak je 2014. godine otišao u NBA, u momčad Indiana Pacersa.

## Hrvatska košarkaška reprezentacija
Još kao kadet postao je član reprezentacije, nakon čega je za Hrvatsku nastupao u svim dobnim katiegorijama prije seniorske.
Bio je član Hrvatske reprezentacije koja je sudjelovala na Olimpijskim igrama 2008., a bio je pozvan kao zamjena za ozijeđenog Damira Markotu. S hrvatskom B reprezentacijom osvojio je zlatnu medalju na Mediteranskim igrama u Pescari 2009. godine.
Kao član prve momčadi nastupao je na Europskom prvenstvu 2013. u Sloveniji na kojem je Hrvatska osvojila 4. mjesto, koje je ostalo kuriozitet zbog činjenice da je Hrvatska kao četvrtoplasirana izgubila sveukupno jednu utakmicu manje od brončane Španjolske.

## Vanjske poveznice
- Profil na NLB.com
- Profil  Arhivirana inačica izvorne stranice od 1. prosinca 2008. (Wayback Machine) na draftexpress.com